# Esence, Afşin
Esence là một thị trấn thuộc huyện Afşin, tỉnh Kahramanmaraş, Thổ Nhĩ Kỳ. Dân số thời điểm năm 2010 là 797 người.